# Brothers in Arms (série de jeux vidéo)
Pour les articles homonymes, voir Brothers in Arms.
Brothers in Arms est une série de jeux vidéo se déroulant pendant la Seconde Guerre mondiale composée de trois principaux jeux et de sept spin-off. L'intrigue est librement inspirée de la série télévisée Frères d'armes.

## Jeux

### Série principale
- Brothers in Arms: Road to Hill 30 (2005)
- Brothers in Arms: Earned in Blood (2005)
- Brothers in Arms: Hell's Highway (2008)
- Brothers in Arms: Double Time (2008)

### Spin-offs
- Brothers in Arms: D-Day (2006)
- Brothers in Arms DS (2007)
- Brothers in Arms: Hour of Heroes (2008)
- Brothers in Arms: Art of War (2009)
- Brothers in Arms 2: Global Front (2010)
- Brothers in Arms 3: Sons of War (2014)
- Brothers in Arms: Furious 4 (annulé)